# Свядово (озеро)
Свя́дово (бел. Свя́дава) — озеро в Глубокском районе Витебской области Белоруссии. Относится к бассейну реки Шоша.

## Описание
Озеро Свядово располагается в 30 км к северо-востоку от города Глубокое. Рядом находятся деревни Свядово, Зябки, Задворье, Лазовики. Высота над уровнем моря составляет 172,5 м.
Площадь зеркала составляет 0,74 км². Длина озера — 2,08 км, наибольшая ширина — 0,66 км. Длина береговой линии — 6,34 км. Наибольшая глубина — 11,5 м, средняя — 4,5 м. Объём воды в озере — 3,33 млн м³. Площадь водосбора — 5,25 км².
Котловина лощинного типа, вытянутая с северо-запада на юго-восток. Склоны суглинистые и супесчаные, преимущественно распаханные. Высота склонов составляет 5—10 м, на западе увеличиваясь до 10—16 м. Береговая линия образует несколько небольших заливов. Берега низкие (до 0,2 м), песчаные или глинистые, поросшие кустарником. В заливах местами формируются зыбуны. С запада и юго-запада у озера сформирована заболоченная пойма шириной до 200 м.
Подводная часть котловины воронкообразной формы. Глубины до 2 м занимают 22 % площади озера. Мелководье песчаное, глубже дно выстлано глинистым илом. Наибольшие глубины отмечаются в центральной части водоёма, ближе к восточному берегу. Присутствуют два острова общей площадью 0,4 га.
Минерализация воды достигает 270 мг/л, прозрачность — 1,7 м. Озеро эвтрофное, слабопроточное. Вытекает ручей в озеро Долгое, впадают три ручья.
Прибрежная растительность образует полосу шириной до 70 м. В озере обитают лещ, щука, окунь, плотва, краснопёрка, судак, ёрш, карась, линь. Встречаются раки. Производится промысловый лов рыбы. Организовано платное любительское рыболовство.